# J. M. E. McTaggart
John McTaggart Ellis McTaggart (3 de septiembre de 1866 - 18 de enero de 1925) fue un filósofo idealista inglés. Durante la mayor parte de su vida fue profesor del Trinity College de la Universidad de Cambridge. Seguidor a ultranza del filósofo alemán G. W. F. Hegel, fue considerado uno de los hegelianos ingleses más importantes y figura señera del idealismo británico.

## Biografía
McTaggart nació en Londres en 1866. Asistió al Clifton College, de Bristol, antes de marchar al Trinity College, Cambridge, en 1885. Allí tuvo como profesores de ciencias morales a Henry Sidgwick y James Ward, ambos distinguidos filósofos. Obtuvo varios premios académicos, y en 1897 fue nombrado lecturer (profesor), cargo que conservó hasta su retiro, en 1923, aunque continuaría impartiendo clases hasta su muerte.
McTaggart, aunque radical en su juventud, con el tiempo se hizo cada vez más conservador (falsamente atribuida a la influencia de su lectura de Hegel), y según algunos tuvo algo que ver en la expulsión de Bertrand Russell del Trinity College a causa de su pacifismo, durante la Primera Guerra Mundial. Pero su carácter era contradictorio: pese a su conservadurismo, fue notable activista por el sufragio femenino, y, pese a su ateísmo, fue un firme creyente en la inmortalidad del alma y defensor de la Iglesia de Inglaterra.
De atractiva y compleja personalidad, tenía intereses más allá de la filosofía: era gran conocedor de la novelística inglesa y de la literatura memorialista del siglo XVIII. Entre otros honores, fue declarado miembro de la British Academy.
En 1899 contrajo matrimonio con Margaret Elizabeth Bird. La boda se celebró en Nueva Zelanda, país al que el filósofo había acudido para visitar a su madre. La pareja no tuvo hijos. McTaggart murió en Londres, en 1925, sobreviviéndole su esposa.

## Hegelianismo
Dedicó sus primeros trabajos a una exposición y crítica de los métodos metafísicos de Hegel y su aplicación a otros campos. De hecho, su primer trabajo publicado fue Studies in Hegelian Dialectic ("Estudios de dialéctica hegeliana", 1896) y estaba enfocado al método dialéctico en la lógica de Hegel. Posteriormente publicó Studies in Hegelian Cosmology (1901), crítica de la aplicación de las ideas hegelianas y neohegelianas a los campos de la ética, política y religión. Su último libro sobre Hegel fue A Commentary on Hegel's "Logic" (1910), una defensa argumentada de su lógica.
A pesar de que defendió el método dialéctico hegeliano en sentido amplio, compartiendo un punto de vista similar al del filósofo alemán, el hegelianismo de McTaggart no era acrítico y no estaba de acuerdo de manera significativa, tanto con algunos aspectos de la teoría de Hegel como con los primeros neo-hegelianos. Opinaba que muchos elementos de la argumentación de Hegel erangravemente defectuosos y descreía sobremanera de la aplicación de su pensamiento abstracto. De esta forma, su disidencia fue más con el hegelianismo que con la propia dialéctica de Hegel. De los precursores de éste, sin embargo, heredaría McTaggart la confianza en la capacidad apriorística del pensamiento para aprehender la naturaleza última de las cosas. Su trabajo posterior puede interpretarse en gran parte como una tentativa de sustanciar su nuevo concepto de absoluto.

## La irrealidad del tiempo
Es esta obra (Unreality of Time, 1908) la que le otorgó una celebridad que se mantiene en la actualidad. McTaggart argumentó en ella que nuestra percepción del tiempo es una ilusión, y que el tiempo en sí mismo es simplemente un producto de la mente sin existencia real. Propuso las nociones de Serie A y Serie B para interpretar nuestra percepción del tiempo, representando las dos formas en que organizamos los acontecimientos en el tiempo. La Serie A corresponde a nuestras nociones diarias de pasado, presente y futuro, describiendo «la sucesión de posiciones que discurren del pasado lejano al pasado más próximo y después al presente, y luego del presente al futuro más próximo y al más lejano» (p. 458).
La Serie B, por su parte, elimina toda referencia al presente y a las modalidades asociadas de pasado y futuro, ordenando los acontecimientos simplemente mediante los términos “anterior a” o “posterior a”.
La tesis fundamental de McTaggart era que la Serie A suponía un componente necesario de cualquier teoría del tiempo, pero era en sí misma incoherente, por lo que nuestra percepción de tiempo encierra en último término una contradicción.

### Argumentación
La primera parte del argumento del filósofo es su respuesta afirmativa a la cuestión de si es esencial para la realidad del tiempo que los eventos se organicen en ambas series: si los sucesos no se organizasen de esa forma, no habría cambio ni tiempo.
Según su argumentación, lo contradictorio en nuestra percepción del tiempo es que todos los acontecimientos y realidades ejemplifican las tres propiedades de la Serie A, como son pertenecer al pasado, el presente o futuro. La conclusión obvia es que mientras que exhiben las tres propiedades en algún momento, ningún objeto las muestra a la vez, ningún suceso “es” pasado, presente y futuro. Un suceso simple es presente, ha sido futuro (no “ha sido pasado”), y será pasado (no “será futuro”, con lo que se crea una curiosa confusión de identidades entre tiempo verbal e instancia temporal).
La gran perspicacia de McTaggart fue demostrar que este razonamiento da lugar a un círculo vicioso o una serie viciada infinita. Por un lado, el razonamiento depende de la Serie A para tener sentido. Para distinguir las propiedades de ser presente, haber sido futuro y llegar a ser pasado se requiere una concepción del tiempo dividida en pasado, presente y futuro, y por tanto de la Serie A.

Consecuentemente, la Serie A ha de ser supuesta en orden a la explicación de la propia Serie A, lo que implica un claro círculo vicioso.
 La irrealidad del tiempo, p. 468

Idéntica dificultad viene representada por la serie viciada infinita. Uno puede construir su razonamiento sobre una segunda Serie A, dentro de la cual cae la primera serie, del mismo modo que los sucesos caen en la primera, y así sucesivamente, con lo que se incurre en la misma contradicción.

## Últimas teorías:The Nature of Existence
Con su trabajo posterior, en particular los dos volúmenes de La naturaleza de la existencia, McTaggart desarrolló su propio sistema metafísico, sumamente original. En esta obra el autor defendió un punto de vista del universo basado en su hegelianismo primero, pero más en la onda de la metafísica moderna.
McTaggart concluyó que el mundo se componía nada más que de almas, cada alma relacionada con una o varias almas más a través del amor. Aunque se opuso a la creencia en un Dios personal y negó el absoluto, la filosofía de McTaggart era fundamentalmente optimista. McTaggart creyó que las almas (que identificaba con los seres humanos) eran inmortales y defendió la idea de la reencarnación.
La Naturaleza de la Existencia asimismo procura articular definitivamente la negación de McTaggart de la existencia de tiempo, la materia, etc.
Pese a su apariencia, el sistema de McTaggart se encuentra muy alejado de la mística, debido a la insistencia de su creador en dotar del mayor rigor lógico a sus premisas.

## Influencia
McTaggart fue amigo y profesor de Bertrand Russell y George Edward Moore, y fue miembro de la sociedad secreta de intelectuales Cambridge Apostles ("Apóstoles de Cambridge"), a través de la cual ejercería influencia directa sobre una generación entera de escritores y políticos. A través de esta sociedad se relacionó igualmente con el grupo de Bloomsbury del que era partícipe destacada la novelista Virginia Woolf.
McTaggart fue el más influyente neohegeliano. También se le estudia, debido a su forma de hacer y a su vinculación con Russell y Moore, en relación con la filosofía analítica, aunque sus ideas fueron producto de una era anterior.
The Nature of Existence, junto con Prolegomena to Ethics, de Thomas Hill Green y Appearance and Reality, de Francis Herbert Bradley, marca el apogeo del idealismo británico.